# Симонова (Вагайский район)
Симонова — деревня в Вагайском районе Тюменской области, входит в состав Бегишевского сельского поселения.

## География
Деревня находится на берегу реки Башкурка. 

## Население
| 2010 |
| ---- |
| 2    |